# Witheringia bristaniana
Witheringia bristaniana är en potatisväxtart som beskrevs av D'arcy. Witheringia bristaniana ingår i släktet Witheringia och familjen potatisväxter. Inga underarter finns listade i Catalogue of Life.